# Богуслав (альбом)
Богуслав — другий студійний альбом українського гурту «Гайдамаки», випущений у квітні 2004 року лейблом Comp Music.

## Альбом
Роботу над платівкою гурт розпочав у жовтні 2002 року, на студії «Династія», але через завантажений концертний графік роботу довелося відкласти на півроку. Впродовж другої половини 2003 року, гурт записав 11 нових треків, та перезаписав трек «Жнива» з дебютника. Сам запис вже відбувався на студії «Гайдамаки». У січні 2004 проходило зведення та мастеринг (мастеринг робив Влад Гримальский), і тільки у квітні того ж року, платівка побачила світ.
Якось, під час запису, виникла ідея додати для різноманітності жіночий вокал, тому для запису були запрошені дівчата з етно-гурту «Божичі». З Нью-Йорку спеціально для запису альбому приїхав відомий бандурист-гітарист Юрій Фединський.

## Музиканти

### «Гайдамаки»
- Олександр Ярмола — вокал, сопілка
- Іван Леньо — акордеон, клавішні, дримба, гуцульські цимбали, вокал
- Руслан Трочинський — тромбон
- Олександр Дем'яненко — гітара, мандоліна
- Руслан Оврас — барабани
- Володимир Шерстюк — бас-гітара

### Запрошені музиканти
- Сербіна Наталія — бек-вокал
- Архипчук Ганна — бек-вокал
- Фірсова Марія — бек-вокал
- Гориславський Євген — труба
- Гриньків Роман — бандура
- Геккер Василь — скрипка

## Композиції
1. Богуслав (4:19)
2. Маланка (3:09)
3. Висить, ябко, висить (2:06)
4. Сестри (4:14)
5. Ой гукала горлиця (04:30)
6. Сусідка (3:38)
7. Чоловікові 30 літ (4:37)
8. За нашов стодолов (3:17)
9. Летіла зозуля (4:36)
10. Пісня про музику (3:03)
11. Легенда (2:30)
12. Жнива (3:52)

Сл. народні, муз. Гайдамаки — 3,6,8,9

Сл. Гайдамаки, муз. Гайдамаки — 2,10

Сл. Ярмола, муз. Гайдамаки — 1,4,5,7,11,12

## Додаткова інформація
- Запис зроблено на студії «Гайдамаки»
- Мастерінг — Влад Гримальский
- Дизайн обкладинки — Марина Дяченко
- Фото — Геннадій Кравець, «Еталон-студія»

## Кліп
На пісню «Богуслав» був знятий кліп. Зйомки відбулися у жовтні 2004 року, край міста Богуслав (Київська область) у селі Розкопанці. «Гайдамаки» у цьому кліпі були одночасно і самими собою — знімались епізоди виступу хлопців перед жителями села, — і гостями на проводах хлопця в армію. Але ніякого стилю «мілітарі» у кліпі не буде. «Гайдамаки» завжди виступали за мир — у душі кожної людини і у всьому світі. Ідея переодягнути Ярмолу у камуфляж належить режисерові кліпу Олесю Саніну, відомому за фільмом «Мамай».
Олесь Санін: «Довго думав над тим — Гайдамаки — це ж ніби воїни, які тримають в руках зброю і музика яких енергійна сильна і цікава. Самі хлопці дуже патріотично налаштовані. І тому вирішили спробувати створити історію про сучасного гайдамака, про хлопця, який збирається йти служити в іншу країну і на проводи якого збирається все село».